# Articolo di fondo
L'articolo di fondo, o soltanto fondo, è l'articolo con cui il direttore responsabile di un giornale (specialmente un quotidiano) offre la propria interpretazione sull'avvenimento più importante della giornata. Si trova nella posizione di massimo prestigio:
- in alto a sinistra nella prima pagina di un quotidiano;
- nella terza pagina di un periodico.

Nei quotidiani può, a volte, non essere firmato. Ma anche in questo caso si presume che la paternità dell'articolo sia da attribuire al direttore responsabile, che esprime la propria opinione sul fatto più importante della giornata. In rare occasioni può essere firmato da un editorialista o da altro giornalista tra i più autorevoli o, infine, da un autorevole ospite (quest'ultimo non necessariamente un giornalista). Di solito il fondo tratta di argomenti politici o comunque di fatti importanti di attualità, visti nell'ottica della linea editoriale del giornale.

## Storia
Inghilterra
L'articolo di fondo nasce in Inghilterra all'inizio del XVIII secolo. Denominato leading article (o semplicemente leader) i suoi ideatori sono generalmente considerati Daniel Defoe (1660-1731) e Jonathan Swift (1667-1745). Defoe fu il primo a scrivere, sulla Weekly Review (da lui fondata nel 1704), un pezzo riassuntivo e critico nel quale, pesati tutti i fatti e vagliate tutte le ragioni, forniva l'interpretazione del giornale sul fatto del giorno. Dal momento che i pezzi non contenevano il suo punto di vista, ma rappresentavano tutto il giornale, apparvero non firmati. Tale uso diventò una tradizione del giornalismo in lingua inglese.
Nel XIX secolo i giornali inglesi assunsero un'organizzazione aziendale. Il direttore, non potendo più controllare tutto il giornale, chiamò al proprio fianco i giornalisti più fidati ed esperti. L'incarico di scrivere il leading article cessò di essere una prerogativa del direttore: anche i giornalisti più esperti poterono firmarlo.
Italia
Alla metà del XIX secolo, l'unico articolo che veniva pubblicato per esteso nella prima pagina dei quotidiani italiani era l'articolo “di risvolto”: un pezzo che dall'ultima colonna (in genere la sesta), girava e continuava nella prima colonna della seconda pagina. L'articolo di risvolto era destinato all'esposizione di argomenti politici o economici. Aveva la funzione d'illustrare il punto di vista del giornale su un determinato argomento, oppure riassumere un dibattito, nato sul giornale, su temi dell'attualità politica, economica e/o sociale.
Negli ultimi decenni del secolo, cominciarono ad essere trattati anche temi culturali, che finirono per diventare preponderanti. L'articolo “politico” cambiò posizione e fu spostato nella prima colonna, assumendo il nome di “articolo di fondo”.
Per lungo tempo i giornali hanno applicato la regola, verticistica, secondo cui, tra tutti i redattori e collaboratori di una testata, solo il direttore aveva il privilegio di firmare articoli che illustravano opinioni personali.
Nella seconda metà del XX secolo questa facoltà è stata allargata: oltre al direttore, anche gli editorialisti hanno il privilegio di poter illustrare la propria opinione sulla prima pagina del giornale per cui scrivono.